# American Iron Horse
American IronHorse' was een Amerikaanse motorfiets fabrikant gevestigd in de regio Dallas-Fort Worth, Texas die in 1995 werd opgericht door Tim Edmondson en Bill Rucker. Op een gegeven moment was AIH de grootste fabrieksproducent van custom motorfietsen in de VS. Hun fabriek was gevestigd in Fort Worth, Texas, en huisvestte het volledige productieproces onder één dak. Hoewel de meeste (305) onderdelen voor de motorfietsen in eigen huis werden gemaakt, zoals de stoelen en wielen, werden alle American IronHorse motorfietsen gebouwd met S&S motoren en werden ze in eigen huis geassembleerd. In het voorjaar van 2008 staakte American Ironhorse de productie van alle motorfietsen en werden de meeste bedrijfsactiva geveild.
Na het vertrek van Bill Rucker, had AIH een opeenvolging van CEO's en Tim Edmondson, President, de tweede grootste aandeelhouder en directeur van design verkocht zijn eigendom in het bedrijf het volgende jaar. Buck Hendricson, die toezicht hield op de tweede banktuptie van het bedrijf, leidde het bedrijf ook door de verkoop aan Textron Inc, die het bedrijf vervolgens in 2008 liquideerde.
Het bedrijf specialiseerde zich in het maken van motorfietsen met V-twin motoren met een grote cilinderinhoud en grote vinnen. Eén recensent suggereerde dat de producten oogstrelend en mooi zijn, krachtiger dan vergelijkbare Harley Davidsons, maar tekortschieten in rijeigenschappen en voorzieningen.

## Modellen
- Roadster
- 10th Anniversary Texas Chopper
- Bandit
- Classic
- Roadster
- SR Roadster
- Stalker
- Thunder
- XR Thunder
- YR Classic
- ZR Slammer
- Texas Chopper-Softtail
- Legend-Softtail
- Slammer-Adjustable Air Ride, uitgeroepen tot 2007 Bike of the Year door V-twin magazine
- LSC-Lone Star Chopper "Rigid
- Tejas-Rigid
- Outlaw-Softail
- Bandera-Softail
- Classic Chop-Softail
- Judge-Softail
- Ironhorse Ranger
- Ironhorse Bagger